# Чурка (Болгарія)
Чу́рка (болг. Чурка) — село в Смолянській області Болгарії. Входить до складу общини Мадан, мером міста вважають Миколу Кішка .

## Населення
За даними перепису населення 2011 року у селі проживали 110 осіб, усі — болгари.
Розподіл населення за віком у 2011 році:
Динаміка населення: